# 弗拉格鎮區 (伊利諾伊州奧格爾縣)
弗拉格鎮區（英語：Flagg Township）是位於美國伊利諾伊州奧格爾縣的一個行政鎮區。

## 地方資料
根據2010年美國人口普查的數據，弗拉格鎮區的面積為92.20平方千米，當中陸地面積為92.00平方千米，而水域面積為0.20平方千米。當地共有人口13041人，而人口密度為每平方千米141.44人。